# ロックフェラ系
ロックフェラ系（ロックフェラけい、Rockefella line）は馬（主にサラブレッド）の父系（父方の系図）の1つ。最後の後継馬である、日本産のテツノセンゴクオーが2014年に死亡（1頭も血統登録されず）したため、ロックフェラ系は途絶えたと思われる。

## サイアーライン
- Darley Arabian　1700
  - Bartlet's Childers 1716
    - Squirt 1732
      - Marske 1750
        - Eclipse 1764　　　---←エクリプス系へ戻る
          - Potoooooooo 1773
            - Waxy 1790
              - Whalebone 1807
                - Camel 1822
                  - Touchstone 1831　　　---←タッチストン系へ戻る
                    - Newminster 1848
                      - Lord Clifden 1860
                        - Hampton 1872
                          - Bay Ronald 1893
                            - Bayardo 1906
                              - Gainsborough 1915　　---←ゲインズバラ系へ戻る
                                - Hyperion 1930 　　　---←ハイペリオン系へ戻る
                                  - Rockefella 1941　　　---↓ロックフェラ系（改行）

---↓ロックフェラ系---
- Rockefella 1941
  - *ゲイタイム Gay Time 1949
    - ミネノヒカリ 1955
    - カネチカラ 1956
    - メイタイ 1956
    - ワンタイム 1956
    - アブドーニヤ 1956
    - メジロオー 1958
      - イワキリオー（アア） 1966

    - グランドタイム 1958
    - ボールドゲーリー 1958
      - ムツミシゲル （アア）1966
        - アイノハヤテ（アア） 1973

    - ゲイリング 1959
    - パン 1959
    - フエアーウイン 1959
    - メイズイ 1960
      - トップホース（アア） 1968
        - コオダトップ（アア） 1983

    - タイヨウ 1963
    - クリロイス 1964
    - ハクセンショウ 1964
    - オオクラ 1966
    - カヤヌマタイム 1967
    - シエスタイム 1967
    - ガコニアオー 1968

  - Richer 1949
    - Tejano 1956
      - Tajo 1967
        - Toro 1978

  - *チャイナロック China Rock 1953
    - ハツライオー 1962
    - フシミカブト 1963
    - メジロタイヨウ 1964
    - ヤシマナシヨナル 1964
    - タケシバオー 1965
      - ハツシバオー 1975
      - ロビンソンシチー 1977
      - アサヒオー 1979
      - ドウカンヤシマ 1980
      - カツトクシン 1985
      - イイデセゾン 1988

    - アカネテンリュウ 1966
    - ツキサムホマレ 1969
    - ホウシュウエイト 1970
    - ハイセイコー 1970 → サンドピアリス 1986
      - カツラノハイセイコ 1976 → ユウミロク 1983
        - テツノセンゴクオー 1992

      - キングハイセイコー 1981
      - ライフタテヤマ 1982
      - ハクタイセイ 1987
      - アウトランセイコー 1987

    - トウショウロック 1971
    - マルイチダイオー 1971
    - アポロチャイナ 1974
    - エイシンタロー 1976

  - Rocky Royale 1956
  - *バウンティアス Bounteous 1958
    - バローネターフ 1972

  - Linacre 1960
    - Long Row 1970
      - Getting Closer 1978
        - Amundsen 1989

  - Alvaro 1965

- サイアーライン上は種牡馬入りした馬、→印の後は牝馬などの非種牡馬の代表産駒の一部を示す。また、日本調教馬における太字はG1級競走の勝ち馬を示す。